# William Jones (filólogo)
William Jones (Londres, 28 de septiembre de 1746-Calcuta, 27 de abril de 1794) fue un lingüista e investigador de la antigua India, célebre en particular por su redescubrimiento de la familia de las lenguas indoeuropeas.

## Años de formación
Su padre, también sir William Jones, que era matemático e implementador del símbolo π, falleció cuando su hijo contaba tres años. Fue al Colegio de Harrow y, durante sus tres últimos años en ese instituto, comenzó por sí mismo a aprender lenguas orientales, los rudimentos del árabe y hebreo, que adquiría con una facilidad desconcertante. Durante las vacaciones, hacía considerables progresos en francés e italiano y también en castellano y portugués. Jones sigue sus estudios en la Universidad de Oxford. Durante ese periodo, se vinculó con un sirio, Mirza, a quien había conocido en Londres, y con él hizo notables progresos en árabe y en persa. Empezó, además, a estudiar el chino y su escritura. Diplomado de Oxford en 1764, comenzó una carrera de preceptor (enseñó a lord Althorpe, segundo conde de Spencer) y de traductor que duró los seis años siguientes.
A los veintidós años tenía buena reputación de orientalista. El rey Cristián VII de Dinamarca, que visitaba Inglaterra ese año de 1768 y había traído una biografía de Nadir Shah escrita por Mirza Mehdi Khan Astarabadi en persa, le pidió a Jones que la tradujera al francés. Así, publicó en 1770 Histoire de Nader Chah, connu sous le nom de Thahmas Kuli Khan, de Perse, traduite d'un manuscrit persan, avec des notes chronologiques, historiques, géographiques et un traité sur la poésie orientale. Fue el primero de numerosos trabajos sobre Persia, Turquía y Medio Oriente en general. En efecto, sacó un Traité sur la poésie orientale y una traducción francesa en versos de poemas gazal del poeta persa Hafez de Shiraz.
En 1771, publicó una Dissertation sur la littérature orientale que defendía el punto de vista de los estudiosos de Oxford contra las críticas expuestas por Anquetil-Duperron en la introducción a su traducción de Zend-Avesta. El mismo año preparó su Grammaire de la langue persane.
En 1772, Jones publicó un volumen de poemas, Poems, Chiefly Translations from Asiatick Languages, así como Two Essays on the Poetry of Eastern Nations and on the Arts commonly called Imitative, para editar en 1774 un tratado Poeseos Asiaticce commentatorium libri sex, que instaló definitivamente su autoridad en materia de estudios orientales.
Ciertamente, esas actividades no estaban suficientemente remuneradas, por lo que se dedicó, a partir de 1770 y durante tres años, al estudio del derecho. Luego partió y se instaló en las Indias orientales. En 1774, formó parte de la Bolsa de Londres (Middle Temple). Su reputación en ese dominio era tan buena que en 1776 fue nombrado comisario de bancarrotas (commissioner in bankruptcy). Publicó, entre otras, en 1778, un Essay on the Law of Bailments que disfrutó de una excelente notoriedad en Inglaterra y EE. UU.
En 1780, fue candidato a una cátedra en la Universidad de Oxford, mas se retiró el día anterior a la elección, pues se había dado cuenta de que sus probabilidades de éxito eran nulas a causa de sus opiniones liberales, particularmente sobre la guerra en EE. UU. y el comercio de esclavos.

## Jones y la India
En 1783, publicó su traducción de siete poesías árabes preislámicas muallaqat. Ese mismo año fue nombrado juez de la Corte Suprema de Calcuta y fue hecho caballero. A su arribo, se embebió de la cultura hinduista, un campo de estudio aún desconocido por los estudiosos europeos, y fundó la Sociedad Asiática de Bengala (que cambiará varias veces de nombre durante su historia: Asiatick Society (1784-1825), The Asiatic Society (1825-1832), The Asiatic Society of Bengal (1832-1935), The Royal Asiatic Society of Bengal (1936-1951) y The Asiatic Society, desde julio de 1951, de la que será presidente hasta su deceso. Al año siguiente reeditó On the Musical Modes of the Hindoos, una de las primeras obras de etnomusicología.
Convencido de que era de fundamental importancia consultar los textos legales hinduistas en su forma original, empezó a aprender el sánscrito y, a partir de 1788, se embarcó en la tarea colosal de hacer una compilación de textos de las leyes hinduistas y musulmanas. No verá finalizar la obra, mas se publicó el debut de sus trabajos en su Institutes of Hindu Law, or the Ordinances of Mann (1794) y su Mohammedan Law of Succession to Property of Intestales, así como Mohammedan Law of Inheritance (1792).
En 1789, Jones había terminado de traducir el drama célebre de Kalidasa, Shakúntala. Tradujo igualmente el Jitopadesha (una colección de fábulas extraídas del Pancha-tantra), el Guita-govinda (de Yaiadeva), e importantes secciones del Rig-veda (el texto más antiguo de la India, de mediados del II milenio a. C.), así como del Ritu-samjara de Kalidasa, un poema de 150 versos sobre la influencia de las estaciones en el amor.
Además, durante sus diez años de su periodo indio produjo una plétora de trabajos sobre la India, realizó estudios del subcontinente en prácticamente cada una de las ciencias sociales, escribió sobre las leyes, la música, la literatura, la botánica y la geografía locales y realizó las primeras traducciones en inglés de muchas obras importantes de la literatura hinduista, contribuyendo con numerosos artículos a la revista de la Asiatic Society.
Lo ininterrumpido de sus trabajos literarios y su ardua labor judicial, sumado a un clima difícil para un inglés poco habituado a lo tórrido de la India, fue minando su salud tras diez años de residencia en Bengala, muriendo a los cuarenta y ocho años en Calcuta el 27 de abril de 1794.
Lingüista, conocía treinta lenguas perfectamente y se defendía con veintinueve más. La comprensión de sus conocimientos fueron sobresalientes para el mundo hinduista, sin equivalente para su época. Como pionero en el estudio del sánscrito y como fundador de la Sociedad Asiática de Bengala, hizo accesibles la lengua y la literatura de los hinduistas de la antigüedad a los estudiosos europeos, y fue fuente de todos los trabajos ulteriores concernientes a esa lengua y a la filología comparativa que desarrolló. Jones fue también, indirectamente, responsable de una parte de la atmósfera de la poesía romántica británica —en particular de las de Lord Byron y de Samuel Taylor Coleridge—, en la medida en que sus traducciones de las obras poéticas orientales fueron una fuente de inspiración para ese movimiento.

## Identificación de la familia lingüística indoeuropea
Se atribuye erróneamente a Jones haber sido el primero en notar las semejanzas entre el sánscrito, de una parte, y el griego antiguo y el latín, del otro lado. En The Sanskrit Language (El idioma sánscrito) de 1786, supone que las tres lenguas tienen una raíz común y que, además, pueden estar ligadas al gótico, a las lenguas celtas y al persa. En realidad, fue Gaston-Laurent Cœurdoux, jesuita francés que pasó toda su vida en India, el primero en sugerir la idea de la familia de las lenguas indoeuropeas, en una Memoria enviada en 1767 a la Académie des inscriptions et belles-lettres de Francia. En 1772, Jones fue nombrado miembro de la Royal Society. La Compañía Británica de las Indias Orientales erigió un monumento a su memoria en la catedral de San Pablo de Londres, así como una estatua en Calcuta.
- La abreviatura «Jones» se emplea para indicar a William Jones como autoridad en la descripción y clasificación científica de los vegetales.[3]